# جان فرانسوا بيرنارد
جان فرانسوا بيرنارد (بالفرنسية: Jean-François Bernard)‏ ولد بتاريخ 2 مايو 1962 في منطقة بورغندي، فرنسا، هو دراج فرنسي سابق في صنف سباق الدراجات على الطريق. سبق أن شارك في دورة الألعاب الأولمبية الصيفية.

## سجل النتائج

### سباقات أو مراحل فاز بها
- طواف فرنسا
- طواف إسبانيا
- طواف سويسرا
- طواف إيطاليا

## روابط خارجية
- جان فرانسوا بيرنارد على موقع أرشيف الدراجات (الإنجليزية)
- جان فرانسوا بيرنارد على موقع إحصائيات الدراجات الإحترافية (الإنجليزية)
- جان فرانسوا بيرنارد على موقع اللجنة الأولمبية الدولية (الإنجليزية)
- جان فرانسوا بيرنارد على موقع أوليمبيديا (الإنجليزية)